# 漫画ハリ入門 楽しくわかる経絡治療
『漫画ハリ入門 楽しくわかる経絡治療』（まんがハリにゅうもん たのしくわかるけいらくちりょう）は、医道の日本で連載されていた池田政一作、湯沢敏仁画の漫画作品。全1巻。

## ストーリー
昭和40年、鍼灸師、津田良伯の元へ、麻雀に明け暮れ不遇な日々を過ごしていた青年、小田切正之が腹を痛めて鍼灸院に担ぎ込まれた。治療してもらった小田切は津田に「鍼灸を教えてください」と頼み込む。津田はしぶしぶ弟子入りを認める。

## 登場人物
津田良伯
古典鍼灸を元に経絡治療を行っている鍼灸師。浅田宗伯をはじめ多くの鍼灸師のもとで修行していたことがある。口癖は「アホ」
小田切正之
麻雀に明け暮れていたところ、腹を壊して津田のもとに担ぎ込まれ、その効果に感動し、弟子入りを希望する。